# ملیسا هورتمن
ملیسا ان هورتمن (انگلیسی: Melissa Anne Hortman؛ نام خانوادگی پیش از ازدواج: هالوپتزوک؛ ۲۷ مه ۱۹۷۰ – ۱۴ ژوئن ۲۰۲۵) وکیل آمریکایی و سیاستمدار حزب دموکرات-کارگر-کشاورز از شهرستان هنپین، مینه‌سوتا بود. او از سال ۲۰۰۵ تا زمان ترورش در سال ۲۰۲۵، نماینده مناطق شمالی کلان‌شهر توئین سیتیز در مجلس نمایندگان مینه‌سوتا بود. هورتمن از سال ۲۰۱۷ تا ۲۰۱۹ به‌عنوان رهبر اقلیت مجلس ایالتی و از سال ۲۰۱۹ تا ۲۰۲۵ به‌عنوان شصت و یکمین رئیس مجلس نمایندگان مینه‌سوتا فعالیت کرد. در طول دوران تصدی‌اش، او از سیاست‌های مربوط به حمل‌ونقل، حقوق محیط‌زیست، حقوق سقط جنین، اصلاح پلیس و کنترل سلاح حمایت کرد و نویسنده اصلی استاندارد انرژی خورشیدی ایالت بود.
در ۱۴ ژوئن ۲۰۲۵، هورتمن و همسرش در خانه‌شان در بروکلین پارک، مینه‌سوتا ترور شدند. مظنون این حادثه، ونس لوتر بولتر، ۵۷ ساله، شناسایی شد که گفته می‌شود در همان روز در یک تیراندازی مرتبط، قصد ترور سناتور ایالتی مینه‌سوتا، جان هافمن، را نیز داشت. بولتر پس از یک عملیات تعقیب و گریز دستگیر شد.